# Eliminator
Eliminatoren – The Bang & Olufsen Eliminator – blev opfundet af de to ingeniører Peter Bang og Svend Olufsen, firmaet Bang & Olufsen. Omkring 1925 var det nødvendigt at drive datidens radioer ved hjælp af batterier, hvilket kunne være dyrt og upraktisk.
Eliminatoren kunne sættes ind mellem lysnettet og batteriet og kunne således drive radioen fra lysnettet. Opfindelsen kom til at danne grundlaget for virksomhedens senere succes.
Eliminatoren blev præsenteret på en radioudstilling i København i 1926.